# Led Zeppelin IV
Pour les articles homonymes, voir IV.
Albums de Led Zeppelin
Led Zeppelin III
(1970) Houses of the Holy
(1973)
Singles
1. Black Dog
Sortie : 2 décembre 1971
2. Rock and Roll
Sortie : 21 février 1972

Led Zeppelin IV est le titre généralement utilisé mais non officiel pour nommer le quatrième album du groupe de rock britannique Led Zeppelin sorti le 8 novembre 1971 et dont la pochette originale ne comprenait pas la moindre inscription, y compris sur la tranche. 
L'album, qui comporte de nombreux classiques (Black Dog, Rock and Roll, Stairway to Heaven, When the Levee Breaks, etc.) que le groupe jouera sur scène jusqu'à la fin de sa carrière, est un des albums les plus vendus de l'histoire, avec plus de 24 millions de copies écoulées seulement aux États-Unis et 37 millions d'exemplaires vendus dans le monde,. En France, il s'est écoulé à 1,1 million d'exemplaires selon les estimations. 
L'album est composé et mixé aux Basing Street Studios d'Island Records, à Londres, à Headley Grange, une demeure victorienne isolée dans l'East Hampshire, et à Sunset Sound (Los Angeles).

## Réception
Après l'accueil médiocre qu'avait réservé la critique à Led Zeppelin III à l'automne 1970, Jimmy Page décide que l'album suivant du groupe n'aurait pas de titre, hormis quatre symboles à l'intérieur de la pochette et sur le disque, chacun choisi par un membre du groupe. « Nous avons décidé de minimiser délibérément le nom du groupe sur le quatrième album, et qu'il n'y aurait aucune information, quelle qu'elle soit, sur la jaquette extérieure, a expliqué Page. Les noms, les titres et tout ça, ça ne veut rien dire ». Du fait de l'absence d'un titre officiel, Atlantic Records distribuera des reproductions des symboles de diverses tailles à la presse pour leurs articles. L'album est l'un des premiers à être produit sans identification conventionnelle, et cette attitude anti-commerciale était à l'époque controversée, en particulier pour certains cadres d'Atlantic.
Deux singles en sont extraits : Black Dog/Misty Mountain Hop le 2 décembre 1971, qui se classe 15e aux États-Unis (Billboard Pop Singles), et Rock and Roll/The Battle Of Evermore le 21 février 1972, qui atteint la 47e place.
En 1998, les lecteurs de Q élisent Led Zeppelin IV 26e meilleur album de tous les temps ; en 2000, le même magazine le place au 26e rang dans sa liste des 100 meilleurs albums britanniques de tous les temps. En 2003, Rolling Stone Magazine en fait le 66e de sa liste des 500 meilleurs albums de tous les temps. Il est septième sur la liste des 100 meilleurs albums des années 1970 dressée par Pitchfork. En 2006, l'album se classe en tête des 100 plus grands albums britanniques établie par le magazine Classic Rock ; la même année, il atteint la même place dans le sondage des 100 plus grands albums des lecteurs de Guitar World.
En 1999, il reçoit le Grammy Hall of Fame Award.

## Pochette

### Symboles
Chaque membre du groupe a choisi un symbole personnel pour la pochette de l'album.
Celui de Jimmy Page est généralement appelé ZoSo, bien qu'il ne représente pas de lettres. Conçu par Page lui-même, sa signification reste mystérieuse. Il est issu de l'Ars Magica Arteficii (1557 de Gerolamo Cardano, un ancien grimoire d'alchimie, où il s'agit d'un sceau composé de signes du zodiaque). Le symbole en forme de Z symboliserait la planète Saturne, ou le signe du Capricorne, gouverné par Saturne, qui est celui de Jimmy Page. Ce qu'il signifiait exactement pour lui est incertain, mais il est possible qu'il soit lié à l'intérêt qu'il portait à l'occultisme, et notamment aux œuvres d'Aleister Crowley.
Le symbole de John Paul Jones est un simple cercle recoupant trois vesica pisces. Pris dans un livre de runes, il symbolise une personne confiante et compétente.
Celui de John Bonham, les trois cercles entrelacés, représente la trinité père-mère-enfant, mais on peut aussi le voir comme une batterie vue de dessus. Il représente également le logo d'une marque de bière particulièrement prisée de Bonham.
Le symbole de Robert Plant est la plume de Maât, déesse égyptienne, qui représente la vérité, la justice, l'équité et l'écriture, à l'intérieur d'un cercle continu représentant la vie.
Il existe un cinquième symbole, choisi par la chanteuse invitée Sandy Denny représentant sa contribution à The Battle of Evermore : il est composé de trois triangles équilatéraux se rejoignant par leurs pointes. Il apparaît dans le livret de l'album IV.

### Titre de l'album
Sa pochette ne comportant aucune indication de titre, l'album est généralement appelé Led Zeppelin IV, dans la continuité des trois albums précédents du groupe. Les catalogues d'Atlantic Records ont employé les noms Four Symbols (quatre symboles) et The Fourth Album (le quatrième album), et il est parfois appelé Untitled (sans titre), Sticks, Man with Sticks (en référence à sa pochette, un vieil homme transportant des fagots de bois), Runes, Four ou ZoSo (d'après le premier des quatre symboles qui apparaissent sur la pochette). Le guitariste du groupe, Jimmy Page, l'appelle fréquemment Led Zeppelin IV dans ses interviews, tandis que le chanteur Robert Plant se contente de l'appeler « le quatrième album ».

## Titres
| 1. | Black Dog              | Page, Plant, Jones         | 4:54 |
| 2. | Rock and Roll          | Page, Plant, Jones, Bonham | 3:40 |
| 3. | The Battle of Evermore | Page, Plant                | 5:52 |
| 4. | Stairway to Heaven     | Page, Plant                | 8:01 |

| 5. | Misty Mountain Hop    | Page, Plant, Jones                         | 4:38 |
| 6. | Four Sticks           | Page, Plant                                | 4:44 |
| 7. | Going to California   | Page, Plant                                | 3:31 |
| 8. | When the Levee Breaks | Page, Plant, Jones, Bonham, Memphis Minnie | 7:07 |

| Disc 2 l'édition deluxe 2014 (companion audio) | Disc 2 l'édition deluxe 2014 (companion audio)                   | Disc 2 l'édition deluxe 2014 (companion audio) | Disc 2 l'édition deluxe 2014 (companion audio) | Disc 2 l'édition deluxe 2014 (companion audio) | Disc 2 l'édition deluxe 2014 (companion audio) | Disc 2 l'édition deluxe 2014 (companion audio) | Disc 2 l'édition deluxe 2014 (companion audio) | Disc 2 l'édition deluxe 2014 (companion audio) | Disc 2 l'édition deluxe 2014 (companion audio) |
| No                                             | Titre                                                            | Auteur                                         | Durée                                          |                                                |                                                |                                                |                                                |                                                |                                                |
| ---------------------------------------------- | ---------------------------------------------------------------- | ---------------------------------------------- | ---------------------------------------------- | ---------------------------------------------- | ---------------------------------------------- | ---------------------------------------------- | ---------------------------------------------- | ---------------------------------------------- | ---------------------------------------------- |
| 1.                                             | Black Dog (Basic track with guitar overdubs)                     | Jones, Page, Plant                             | 4:34                                           |                                                |                                                |                                                |                                                |                                                |                                                |
| 2.                                             | Rock and Roll (Alternate mix)                                    | Bonham, Jones, Page, Plant                     | 3:39                                           |                                                |                                                |                                                |                                                |                                                |                                                |
| 3.                                             | The Battle of Evermore (Mandolin/Guitar mix from Headley Grange) | Page, Plant                                    | 4:13                                           |                                                |                                                |                                                |                                                |                                                |                                                |
| 4.                                             | Stairway to Heaven (Sunset Sound mix)                            | Page, Plant                                    | 8:03                                           |                                                |                                                |                                                |                                                |                                                |                                                |
| 5.                                             | Misty Mountain Hop (Alternate mix)                               | Jones, Page, Plant                             | 4:45                                           |                                                |                                                |                                                |                                                |                                                |                                                |
| 6.                                             | Four Sticks (Alternate mix)                                      | Page, Plant                                    | 4:33                                           |                                                |                                                |                                                |                                                |                                                |                                                |
| 7.                                             | Going to California (Mandolin/Guitar mix)                        | Page, Plant                                    | 3:34                                           |                                                |                                                |                                                |                                                |                                                |                                                |
| 8.                                             | When the Levee Breaks (Alternate UK mix)                         | Bonham, Jones, Minnie, Page, Plant             | 7:08                                           |                                                |                                                |                                                |                                                |                                                |                                                |
| 40:32                                          |                                                                  |                                                |                                                |                                                |                                                |                                                |                                                |                                                |                                                |

## Musiciens
- Jimmy Page : guitare acoustique et électrique, mandoline sur The Battle of Evermore, producteur
- Robert Plant : chant, harmonica sur When the Levee Breaks
- John Paul Jones : basse, Mellotron (intro de Stairway to Heaven), mandoline sur The Battle of Evermore et Going to California
- John Bonham : batterie

### Musiciens additionnels
- Ian Stewart : piano sur Rock and Roll (non crédité)
- Sandy Denny : chant sur The Battle of Evermore

## Production
- Peter Grant : producteur exécutif
- George Chkiantz : mixage
- Andy Johns : ingénieur du son, mixage
- Graphreaks : design
- Barrington Colby Mom : illustration intérieure (The Hermit)

## Charts et certifications

### Album

#### Charts
| Pays             | Durée du classement | Classements 1971-1972 | Classements 2014 |
| ---------------- | ------------------- | --------------------- | ---------------- |
| Allemagne        | 13 semaines         | —                     | 5e               |
| Australie        | 26 semaines         | 2                     | 21e              |
| Autriche         | 1 semaines          | —                     | 12e              |
| Belgique (W)     | 28 semaines         | —                     | 11e              |
| Belgique (V)     | 22 semaines         | —                     | 29e              |
| Canada           | 29 semaines         | 1er                   | —                |
| Danemark         | 1 semaine           | —                     | 21e              |
| États-Unis       | 283 semaines        | 2e                    | —                |
| Finlande         | 3 semaines          | —                     | 9e               |
| France           | 88 semaines         | 2e                    | 14e              |
| Italie           | 21 semaines         | 2e                    | 13e              |
| Norvège          | 19 semaines         | 3e                    | 10e              |
| Nouvelle-Zélande | 11 semaines         | —                     | 7e               |
| Pays-Bas         | 11 semaines         | 7e                    | 16e              |
| Portugal         | 12 semaines         | —                     | 9e               |
| Suède            | 2 semaines          | —                     | 8e               |
| Royaume-Uni      | 90 semaines         | 1er                   | 6e               |
| Suisse           | 3 semaines          | —                     | 18e              |

#### Certifications
| Pays        | Certification | Ventes       | Date       |
| ----------- | ------------- | ------------ | ---------- |
| Allemagne   | 3 × Or        | 750 000 +    | 2003       |
| Australie   | 9 × Platine   | 630 000 +    | 2009       |
| Canada      | 2 × Diamant   | 2 000 000 +  | 28/06/1995 |
| États-Unis  | 24 × Platine  | 24 000 000 + | 08/11/2021 |
| France      | 2 × Platine   | 1 100 000 +  | 17/10/2001 |
| Italie      | Platine       | 50 000 +     | 2018       |
| Royaume-Uni | 6 × Platine   | 1 800 000 +  | 23/11/2007 |
| Suisse      | 2 × Platine   | 100 000 +    | 1997       |

### Charts singles
| Année | Single        | Chart               | Durée du classement | Position |
| ----- | ------------- | ------------------- | ------------------- | -------- |
| 1972  | Black Dog     | Hot 100             | 12 semaines         | 15e      |
| 1972  | Black Dog     | Single Top 100      | 10 semaines         | 22e      |
| 1972  | Black Dog     | National Top 40     | 13 semaines         | 9e       |
| 1972  | Black Dog     | (W) Ultratop        | 7 semaines          | 24e      |
| 1972  | Black Dog     | RPM Top Singles     | 12 semaines         | 11e      |
| 1972  | Black Dog     | Top 100             | 20 semaines         | 18e      |
| 1972  | Black Dog     | Mega Top 50         | 4 semaines          | 20e      |
| 1972  | Black Dog     | Schweizer Hitparade | 8 semaines          | 6e       |
| 1972  | Rock and Roll | Hot 100             | 7 semaines          | 47e      |
| 1972  | Rock and Roll | Single Top 100      | 13 semaines         | 16e      |
| 1972  | Rock and Roll | RPM Top Singles     | 10 semaines         | 38e      |

| Année | Single             | Chart                            | Durée du classement | Position |
| ----- | ------------------ | -------------------------------- | ------------------- | -------- |
| 2007  | Stairway to Heaven | UK Singles Chart                 | 8 semaines          | 37e      |
| 2007  | Stairway to Heaven | Hot canadian digital Songs Sales | 5 semaines          | 17e      |
| 2007  | Stairway to Heaven | VG-lista                         | 5 semaines          | 5e       |
| 2007  | Stairway to Heaven | RMNZ Singles Top40               | 4 semaines          | 13e      |
| 2007  | Stairway to Heaven | Schweizer Hitparade              | 13 semaines         | 17e      |
| 2008  | Stairway to Heaven | Single Top 100                   | 7 semaines          | 15e      |
| 2008  | Stairway to Heaven | Sverigetopplistan                | 1 semaine           | 57e      |
| 2014  | Stairway to Heaven | Hard Rock digital Songs Sales    | ?                   | 4e       |
| 2014  | Stairway to Heaven | Top 100                          | 8 semaines          | 52e      |
| 2020  | Stairway to Heaven | Hard Rock Streaming Songs        | 16 semaines         | 22e      |
| 2020  | Stairway to Heaven | Rock Digital Song Sales          | 6 semaines          | 21e      |